# Biorhiza
Biorhiza är ett släkte av steklar som beskrevs av John Obadiah Westwood 1840. Biorhiza ingår i familjen gallsteklar.
Kladogram enligt Catalogue of Life och Dyntaxa:
| Biorhiza | \| \| Biorhiza mellea \| \| \| \| \| \| Biorhiza pallida \| \| \| \| |
|          | \| \| Biorhiza mellea \| \| \| \| \| \| Biorhiza pallida \| \| \| \| |
|          | Biorhiza mellea                                                      |
|          |                                                                      |
|          | Biorhiza pallida                                                     |
|          |                                                                      |